# La Dernière Bataille
Pour les articles homonymes, voir Bataille (homonymie).
La Dernière Bataille (en anglais : The Last Battle) est un roman fantastique pour la jeunesse écrit et publié par C. S. Lewis en 1956. C'est le septième et dernier tome de la série Le Monde de Narnia. La prestigieuse médaille Carnegie — la plus haute distinction de la littérature pour la jeunesse au Royaume-Uni — lui fut décernée en 1956.

## Résumé
[incompréhensible]
Le singe Shift a déguisé en lion l'âne Puzzle. En lui faisant prononcer des oracles sous une tente, il cherche à le faire passer pour Aslan pour forcer les Narniens à lui obéir et à lui assurer son confort.
Heureux de la rumeur du retour d'Aslan, Tirian apprend des nouvelles inquiétantes et fait se tenir prête l'armée. Il découvre horrifié que les arbres des nymphes sont arrachés par des Calormènes qui utilisent et fouettent des chevaux parlants. Furieux, il libère un cheval qui affirme agir sur ordre d'Aslan.
Décontenancé et honteux d'avoir attaqué par surprise, le roi se constitue prisonnier. Il assiste de loin à une rencontre entre le faux Aslan et les Narniens épouvantés de leur sort. Plusieurs animaux viennent soulager le roi mais sans le libérer par crainte d'Aslan. Ils lui racontent qu'Aslan les fait travailler pour les Calormènes. Désespéré et refusant de croire qu'Aslan se comporterait ainsi, Tirian voudrait faire appel aux enfants qui ont jadis sauvé Narnia à plusieurs reprises. Il apparaît soudainement face à un groupe surpris de le voir. Un homme se présente comme Peter le Magnifique et lui demande s'il est de Narnia mais Tirian ne peut répondre et sa vision disparaît. Eustache et Jill rejoignent Narnia. Ils ont voulu utiliser les anneaux qui avait permis au professeur Kirke et à Polly de venir à Narnia pendant leur enfance mais leur train a eu un accident et ils se sont retrouvés à Narnia.
Après avoir libéré le roi, un aigle leur annonce que l'armée narnienne a été détruite par les Calormènes. À la nuit tombée, ils se faufilent près de la cabane où le faux Aslan est censé habiter et entendent Shift expliquer que Tash, le cruel dieu calormène, et Aslan ne sont qu'une seule et même personne et un chat roux raconte qu'il a vu le roi blasphémer et être dévoré par Aslan en colère.
Jill libère Puzzle et Tirian veut le montrer à son peuple pour lui faire comprendre qu'il a été dupé. Le groupe voient une cinquantaine de nains être emmenés dans les mines calormènes et les libère. Mais les nains, furieux après avoir découvert la supercherie, décident de vivre pour eux-mêmes en ayant pour ennemi aussi-bien les Calormènes que les autres Narniens. Un seul nain se rallie au roi.
Shift annonce qu'un âne se fait passer pour Aslan et que ce dernier est très en colère mais qu'il accepte de se montrer à ceux qui entreront dans la cabane. Craintifs, les animaux n'osent pas et seul le chat roux se montre curieux. Il s'agit d'un piège. Un soldat calormène a pour ordre de tuer tous ceux qui passeront la porte à l'exception du chat roux complice des Calormènes. Mais le chat terrifié ressort immédiatement de la cabane. Les autres animaux s'aperçoivent qu'il a perdu son aptitude à la parole. Un jeune Calormène veut rencontrer son dieu et demande à y aller également malgré les tentatives de son officier de l'en dissuader. Il se bat avec le soldat embusqué et le tue avant de le jeter dehors. Son officier feint de croire qu'il a été tué par Tash mais commence à être effrayé par la tournure des événements. Après avoir voulu forcer un ours à entrer dans la cabane, il est interrompu par Tirian qui affronte les Calormènes et demande aux Narniens de se rallier à lui mais ils n'osent pas.
Une bataille acharnée commence entre les fidèles au roi, les Calormènes et les nains. Mais les Calormènes, plus nombreux, finissent par gagner. Ils conduisent leurs ennemis dans la cabane avec l'intention de les offrir en sacrifice à Tash. Tirian finit le dernier dans la cabane mais il emporte avec lui l'officier. L'apparition de Tash interrompt leur combat et le dieu emporte le Calormène.
Tirian découvre un beau paysage et les anciens rois et reines de Narnia dans des vêtements princiers, à l'exception de Susan qui a rejeté ses souvenirs et son amour pour Narnia. Ils finissent par comprendre qu'ils sont dans le vrai Narnia. 
L'ancien Narnia qu'ils ont connu touche à sa fin car il n'était que le reflet du vrai. Tous se rendent dans le vrai Narnia, pays d'Aslan où ils retrouvent leurs amis défunts. Ils y resteront pour toujours : l'accident de train leur a ôté la vie dans le monde des humains.